# X-Men: Children of the Atom (video game)
X-Men: Children of the Atom (エックス・メン　チルドレン　オブ　ジ　アトム, Ekkusu Men Chirudoren obu ji Atomu) é um jogo de arcade que foi produzido pela Capcom e lançado na máquina CP System II em 1994 no Japão e em 1995 na América do Norte e na Europa.
Baseado na história em quadrinhos X-Men, é o primeiro jogo de luta produzido pela Capcom usando personagens sob licença da Marvel Comics. Lançado na época da série animada X-Men de meados da década de 1990, o jogo apresenta dubladores da série reprisando seus papéis. O enredo do jogo é baseado na história “Atrações Fatais” dos quadrinhos – os jogadores controlam um dos X-Men ou seus inimigos em sua luta contra o vilão Magneto. Eles enfrentam cada um dos outros personagens do jogo em lutas individuais de melhor de três, antes de lutar contra Juggernaut e Magneto.
A jogabilidade tem muito em comum com os jogos de luta anteriores da Capcom, Super Street Fighter II Turbo e Darkstalkers. Children of the Atom adiciona um sistema de combos que apresenta combos longos que podem ser até executados no ar. O que também é destaque no jogo são as várias manobras táticas, incluindo a capacidade dos personagens rolarem. Children of the Atom introduziu cenários de luta de vários níveis nos quais o chão desmorona e os personagens caem em partes mais baixas da fase. Esses conceitos e o ritmo acelerado do jogo serviram como base para  a série Marvel vs. Capcom, que começou como sucessor do jogo X-Men vs. Street Fighter.
Ports do jogo foram lançados para Sega Saturn, PlayStation e PCs. Destas, a versão PlayStation não foi tão bem recebida quanto as outras versões, sofrendo com a lentidão e com falta de frames de animação.

## Jogabilidade

Captura de tela de uma luta entre Psylocke e Iceman.

X-Men segue os mesmos controles e convenções de jogos de luta que a Capcom estabeleceu anteriormente com os jogos Street Fighter II e o primeiro Darkstalkers. O jogador pode escolher entre um dos seis membros dos X-Men ou quatro de seus inimigos (para um total de dez personagens selecionáveis) e continuar a competir em partidas 1 vs. 1 em rounds de "melhor de três".
O jogador tem um medidor "X-Power" (semelhante ao medidor Super Combo em Super Street Fighter II Turbo e o medidor "Special" em Darkstalkers) que aumenta conforme o jogador executa movimentos regulares ou especiais. O medidor X-Power começa no nível 1 e atinge o nível 2 quando estiver meio cheio e uma Aura começará a cercar o personagem do jogador até ficar cheio e atingir o nível MAX. Os jogadores podem então executar uma "X-Ability", que consome uma pequena parte do medidor X-Power, ou um "Hyper X", que consome uma porção maior do mesmo medidor. Interromper a queda de um arremesso ou realizar um contra-ataque consumirá uma parte do medidor de X-Power quando realizado.
Outros recursos introduzidos em Children of the Atom incluem os Super Jumps, a capacidade de rolar para longe ou em direção a um oponente após cair, a capacidade de determinar a mira de um movimento de projétil (como os disparos à laser de Cyclops) e a capacidade de perseguir um oponente. depois de realizar um ataque de arremesso para ataques de acompanhamento. Depois de selecionar um personagem, o jogador pode escolher entre bloqueio "manual" ou "automático". Ao selecionar para bloquear ataques automaticamente, alguns recursos não estarão disponíveis durante o jogo.
O modo single-player consiste em seis oponentes controlados por CPU e dois personagens chefes não jogáveis. Ao contrário de alguns jogos, o jogador não pode jogar contra um clone de seu próprio personagem. Akuma de Super Street Fighter II Turbo aparece no modo single-player como um oponente secreto na sexta partida se os requisitos forem atendidos.

## Enredo
O jogo é vagamente baseado no enredo de "Atrações Fatais". O principal antagonista é Magneto, que planeja liberar um pulso eletromagnético na Terra que interromperá os campos magnéticos e criará estragos nos sistemas elétricos do mundo, inaugurando uma Idade das Trevas para a população não mutante da Terra. Com a promessa de um planeta controlado por mutantes, os inimigos mais formidáveis dos X-Men unem forças com Magneto.

## Personagens
| X-Men         | Notas |
| Colosso       | Colossus é o membro mais forte dos X-Men. Seu palco é uma cidade sitiada por Sentinelas. |
| Ciclope       | Ciclope depende principalmente de suas explosões ópticas. Sua fase é a Danger Room. |
| Homem de Gelo | Iceman depende principalmente de ataques baseados em gelo. Sua fase é um bloco de gelo flutuando em uma praia tropical. Ele é o único personagem imune a dano de chip de ataques de energia (como Mega Optic Blast do Cyclops) |
| Psylocke      | Psylocke ataca com técnicas de ninjutsu e energia psíquica. Sua fase é um elevador se movendo em torno de um arranha-céu durante a noite de lua cheia.                                                                         |
| Tempestade    | Tempestade é o único membro dos X-Men que pode voar e ataca principalmente com ataques baseados em vento, gelo e raios. Sua fase está em cima do Blackbird.                                                                    |
| Wolverine     | Wolverine pode curar parte de seu dano. Sua fase é a Savage Land. |

| Vilões           | Notas |
| Ômega Vermelho   | Omega Red pode usar seus tentáculos de carbonadium para aumentar seu alcance de ataque. Sua fase está dentro de um elevador que fica debaixo d'água.                                                               |
| Sentinela        | Sentinela é o maior personagem regular. Sua fase é uma fábrica Sentinel em Genosha. Master Mold, que está no fundo, voará ou será destruído dependendo se a Sentinela vencer ou não.                               |
| Samurai de Prata | Silver Samurai é o único personagem regular no jogo que não pode chutar; em vez disso, ele usa mais três golpes, fazendo com que seus ataques básicos consistam apenas em golpes de espada. Sua fase é um Kodokan. |
| Espiral          | Spiral tem seis braços que podem atacar ao mesmo tempo, além de levitar espadas e habilidades de mudança de forma. Sua fase é o Mojo World, que é único porque o piso pode quebrar até três vezes.                 |
| Juggernaut       | Juggernaut é o penúltimo personagem chefe. Sua fase é uma baía de lançamento de naves espaciais. |
| Magneto          | Magneto é o chefe final. Sua fase é Avalon, sua estação espacial. |

O personagem secreto Akuma (Gouki no Japão) é muito semelhante à sua aparição em Super Street Fighter II Turbo, incluindo seus sprites de animação, e é o único personagem de Street Fighter a estar no jogo. Sua fase é a Danger Room. Ele é selecionável através de um código na tela de seleção de personagens.

## Desenvolvimento
O contrato da Capcom com a Marvel estipulava que a Capcom incluísse um personagem da franquia Street Fighter no jogo, então os desenvolvedores incluíram Akuma como um personagem secreto.
A versão caseira do jogo era originalmente um exclusivo para Sega Saturn. A versão Saturn estreou no Festival de Verão da Capcom em agosto de 1995; esta versão estava 50% completa com apenas Cyclops, Wolverine, Psylocke e Iceman jogáveis. De acordo com Tatsuya Minami, gerente sênior da Seção de Planejamento e Design de Produto da Capcom, a maior dificuldade em converter o jogo para o Saturn foram as restrições de memória. Todos os três principais consoles de jogos da época (Saturno, PlayStation e 3DO) tinham apenas 2 megabytes de RAM, enquanto a versão arcade de X-Men: Children of the Atom usava 32 megabytes apenas para dados de personagens.  Por causa disso, um terço dos quadros de animação teve que ser cortado para a versão Saturn.
Uma versão para PlayStation foi anunciada para lançamento em novembro de 1996, mas a Capcom teve dificuldades com a conversão e contratou o projeto com a Probe Entertainment, que também estava encarregada do port para PC. A Probe também achou o desenvolvimento do port para o PlayStation um desafio, e a data de lançamento foi adiada para o primeiro trimestre de 1998.

## Lançamento
A versão arcade de X-Men: Children of the Atom foi lançada em dezembro de 1994. A trilha sonora do CD X-Men Arcade Game Track foi lançada pela Sony Records em 24 de março de 1995.
A versão para Sega Saturn foi lançada pela Capcom no Japão em 22 de novembro de 1995, e pela Acclaim na América do Norte e Europa alguns meses depois. Um guia da série Gamest Mook foi publicado pela Shinseisha em 13 de janeiro de 1996.
A versão caseira do jogo era originalmente exclusiva do Saturn, mas as versões para PlayStation e MS-DOS foram lançadas na América do Norte e Europa em 1997. Esses ports também foram publicados pela Acclaim.
O lançamento japonês da versão Saturn permite que os jogadores joguem como Juggernaut no modo Versus para dois jogadores por meio de um código de trapaça. A Capcom disse que isso foi deixado por engano, por isso a capacidade de jogar como Juggernaut foi removida nos lançamentos norte-americanos ou europeus, e posteriormente na versão PlayStation. A versão para PC permite que os jogadores joguem como Juggernaut ou Magneto.
Em 2019, o jogo foi anunciado como um dos títulos a serem incluídos no gabinete de fliperama da Marvel Arcade1Up.

## Recepção
X-Men: Children of the Atom foi muito bem recebido nos fliperamas e no Sega Saturn. No entanto, a recepção da versão para PC foi mista e as críticas da versão PlayStation foram especialmente ruins.
No Japão, a Game Machine listou X-Men: Children of the Atom em sua edição de 15 de fevereiro de 1995 como sendo o quinto jogo de arcade de maior sucesso do mês. Na América do Norte, a RePlay relatou que X-Men: Children of the Atom era o jogo de arcade mais popular da época. Cobrindo a versão arcade, um revisor de Next Generation elogiou muito a seleção de personagens, a interface, a nova mecânica de movimento especial, as animações e as dublagens. Ele, no entanto, concluiu que, "extras à parte, este ainda é apenas um jogo de luta de carne e batatas (?), nem melhor ou pior do que vários outros atualmente nos fliperamas".
Scary Larry, da GamePro, disse que o jogo foi "convertido perfeitamente" para o Saturn e aplaudiu os controles acessíveis, jogabilidade rápida, gráficos coloridos e falta de lentidão. A Sega Saturn Magazine declarou a versão de Saturn "arcade perfect", além de alguns quadros de animação ausentes quase imperceptíveis, e chamou o jogo em si de "a primeira vez que os super-heróis dos quadrinhos foram traduzidos com sucesso para o formato do jogo". Eles elogiaram especialmente os personagens bem equilibrados e distintos e o sistema de combinação. Um revisor de Next Generation lamentou o gênero de jogo de luta 2D como feito até a morte, mas admitiu que X-Men: Children of the Atom consegue ser altamente atraente apesar disso. Ele elogiou a animação suave, os gráficos coloridos e o equilíbrio dos pontos fortes e fracos dos personagens, e reconheceu que "o reconhecimento de personagens dos X-Men aumenta a experiência". Maximum elogiou a precisão da conversão, dizendo que era graficamente quase idêntica à versão arcade e recriou lealmente a jogabilidade. Eles também elogiaram os recursos apenas para casa, especialmente o modo de sobrevivência,  e deram a ele o prêmio de "Jogo Maximum do Mês".
A análise da GameSpot da versão para PC começou chamando-a de "uma conversão admirável e quase exata do sucesso de arcade da Capcom de 1995", que "prova que o PC é de fato uma plataforma viável para jogos de luta", mas criticou que não não roda tão rápido ou em uma resolução tão alta quanto na versão arcade, e não tem a capacidade de chain combos.
Revisores da versão PlayStation comentaram que, na época de seu lançamento, dois anos após a versão Saturn, o jogo estava muito atrasado. Os quatro revisores da Electronic Gaming Monthly apontaram que seu sucessor Marvel Super Heroes já estava disponível no PlayStation, e que uma versão PlayStation de X-Men vs. Street Fighter seria lançado em breve. A Next Generation afirmou que "No geral, se você anseia por lutas 2D, pode fazer pior do que este jogo, mas também pode fazer muito melhor. O que X-Men: Filhos do Átomo prova principalmente é que as empresas devem aprender a interromper os projetos antes que eles passem do tempo em que são relevantes." Os críticos também julgaram uma conversão ruim devido ao tempo gasto no desenvolvimento, citando uma extensa desaceleração e uma animação frustrantemente instável devido aos vários frames de animação cortados. Shawn Smith, da Electronic Gaming Monthly, citou o jogo como mais uma prova de que os lutadores 2D da Capcom não eram tão adequados para o PlayStation quanto para o Saturn, comentando adicionalmente que o controle do PlayStation não funciona tão bem com os jogos quanto o Saturn. e concluiu: "Eu sei que não devo mencionar a palavra 'S' nesta revisão, mas na verdade, é difícil ficar animado com um jogo antigo como X-Men para o PS quando a versão antiga de Saturno é muito melhor ."
De acordo com uma revisão retrospectiva da GameFan, o jogo "exibiu algumas das ações mais caóticas e exageradas encontradas em um jogo de luta na época (...) alcançando muito sucesso e elogios nas salas de arcade". A versão doméstica do Saturn alcançou "uma experiência de quase 1:1 em comparação com o gigante CPS-2". O port para PlayStation "sofreu falta de quadros, lentidão e longos tempos de carregamento" devido à RAM limitada do console e suas restrições de arquitetura em relação a jogos 2D, mas foi chamada de "uma tentativa admirável". Em 2011, a GamePro listou retrospectivamente "ótima dublagem (usando algumas das mesmas vozes da série) e uma dedicação real aos personagens da tradição" entre seus pontos fortes, observando que "muitos dos sprites e movimentos seriam utilizado nos muitos, muitos jogos de luta da Capcom que apresentariam os X-Men", e acrescentando que "alguns desequilíbrios de personagens e uma pequena lista de personagens são a única coisa que você pode fazer, até hoje".
Em 2012, a GamesRadar o incluiu entre os jogos de luta clássicos pouco conhecidos que merecem remakes em HD, acrescentando que "a Capcom abriu o precedente com este lutador de aparência luxuosa, enchendo o serviço de fãs, gráficos cativantes e jogabilidade frenética que a série Versus é agora conhecido, mas na variedade one-on-one." Em 2013, Nerdist o incluiu entre os dez videogames mais icônicos da Marvel, chamando-o de "um golpe de ouro, dado como abriu o caminho para os jogos de luta que o seguiram. [Children of the Atom] introduziu recursos como o sistema de combinação dinâmica, combos aéreos e ambientes de luta multi-nível destrutíveis. (. . . ) Também ajudou que este jogo tivesse a melhor trilha sonora de qualquer jogo licenciado pela Marvel já concebido." Children of the Atom ficou em 17º lugar na lista de melhores videogames da Marvel de 2013 pela Geek Magazine.